# Гері Лок
Гері Фей Лок (англ. Gary Faye Locke; нар. 21 січня 1950, Сіетл, Вашингтон) — американський політик-демократ китайського походження.
У 1972 році він закінчив Єльський університет, отримав ступінь доктора права у Бостонському університеті (1975). У 1982 він був обраний до Палати представників штату Вашингтон.
У період з 1997 по 2005 — губернатор штату Вашингтон. 25 лютого 2009 був призначений президентом Бараком Обамою міністром торгівлі Сполучених Штатів, затверджений Сенатом 26 березня.
У 2011 році висунутий і схвалений Сенатом на посаду посла США у Китаї (працював до 2014).